# Назаренко, Людмила Игоревна
Людмила Игоревна Назаренко (укр. Людмила Ігорівна Назаренко; род. 13 марта 1967, Летки) — советская и украинская баскетболистка (центровая). Заслуженный мастер спорта Украины (1995).
Чемпионка Европы среди юниоров (1986), чемпионка Европы (1995), чемпионка СССР (1991) и СНГ (1992), шестикратная чемпионка Украины (1990—1996), победительница Кубка Лилиан Ронкетти (1988). Серебряная призерка Спартакиады народов СССР (1986), Кубка европейских чемпионов (1992).

## Биография
Родилась 13 марта 1967 года в Летках. Пришла в баскетбол в 11 лет. Начинала заниматься в киевской ДЮСШ-1, в 10-м классе перешла в Киевский спортивный лицей-интернат. Тренеры — Л. Яременко, В. Заморский, В. Макаревич, В. Рыжов.
В 1985 году победила в первенстве СССР среди девушек 1967—1968 годов рождения и І Всесоюзных юношеских спортивных играх.
В 1994 году окончила Украинский государственный университет физического воспитания и спорта.
Выступала за команды «Динамо» (Киев), «Лейтимоса» (Бразилия), «Шаль-лез-О» (Франция), «Ежица» (Словения). Участница Олимпийских игр 1996 года в Атланте (4-е место).
В 1997—2002 годах — тренер баскетбольной женской команды «Динамо» (Киев).
В 2001—2002 и 2008—2010 годах — тренер национальной сборной команды Украины.
В 2009—2010 годах — тренер женской баскетбольной команды «Луганские Ласточки».
В 2013—2014 годах — тренер-преподаватель баскетбола Киевского политехнического института.
С 2016 года — преподаватель кафедры спортивных игр Национального университета физического воспитания и спорта Украины.

## Научная деятельность
Изучает особенности подготовки профессиональных женских баскетбольных команд.